# Zakia Khattabi
Pour les articles homonymes, voir Khattabi.
Zakia Khattabi, née le 15 janvier 1976, est une femme politique belge bruxelloise francophone, de nationalité belge et marocaine, membre du parti Ecolo. Elle est coprésidente du parti du 22 mars 2015 au 15 septembre 2019, d'abord avec Patrick Dupriez, puis avec Jean-Marc Nollet à partir du 9 novembre 2018. 
Le 1er octobre 2020, elle est nommée ministre fédérale de l'Environnement, du Climat, du Green Deal et du Développement durable.
Zakia Khattabi est tête de liste Écolo aux élections régionales de Bruxelles de juin 2024 et vise la Présidence du gouvernement.

## Biographie
Zakia Khattabi naît le 15 janvier 1976 à Saint-Josse-ten-Noode. Elle possède une formation d'assistante sociale complétée par une licence en travail social à l'université libre de Bruxelles.

### Carrière politique
Conseillère communale à Ixelles et membre du parti Ecolo, Zakia Khattabi est membre du Parlement de la Région de Bruxelles-Capitale de juin 2009 à juin 2014, membre du Parlement de la Communauté française, membre de la commission Enseignement supérieur depuis le 24 septembre 2009. Elle est sénatrice désignée par le Parlement de la Communauté française à partir du 14 octobre 2009, vice-présidente de la commission Justice et présidente du groupe Ecolo à partir du 11 juillet 2012. Elle est en outre secrétaire politique de son parti à Ixelles depuis le 8 novembre 2010.
Le 21 février 2013, elle dépose une proposition de loi sur la lutte contre l'islamophobie en la comparant à l'antisémitisme.
Tête de liste Ecolo pour les élections législatives du 25 mai 2014 dans la circonscription de Bruxelles, elle est élue avec son collègue Benoit Hellings et quitte donc le Sénat. À l'issue de ces élections, le groupe Ecolo à la Chambre des représentants se compose de six membres.
Le 22 mars 2015, elle est élue co-présidente du parti avec Patrick Dupriez.  
En mars 2018, elle lance un appel à faire reconnaitre le féminicide. 
Lors des élections communales du 14 octobre 2018, Zakia Khattabi pousse la liste à Ixelles, où le parti décroche la première place et le poste de bourgmestre pour Christos Doulkeridis. Quelques jours plus tard, Patrick Dupriez annonce sa démission de la co-présidence pour raisons personnelles. 
Le 9 novembre 2018, Jean-Marc Nollet est élu pour lui succéder aux côtés de Zakia Khattabi.
En décembre 2019, à la suite d'un accord politique, le parti Ecolo, auquel ce poste revenait, présente au Sénat la candidature de Zakia Khattabi à la Cour constitutionnelle. Sa candidature ne récolte pas la majorité des deux tiers requises à deux voix près, du fait de l'opposition de l'extrême droite flamande (Vlaams Belang), de la droite radicale nationaliste flamande (NVA) et de l'abstention de la droite libérale flamande (OpenVLD). Elle représente sa candidature en 2020 et cette fois, outre les autres partis précités, le MR vote également contre sa nomination, en raison de l’absence de compétence du chef de Zakia Khattabi en matière juridique et de son militantisme peu compatible avec le « principe d’ingratitude » exigé pour les juges de cette cour. Ecolo présente finalement la candidature de Thierry Detienne, qui est élu.
Le 1er octobre 2020, elle devient ministre fédérale de l'Environnement, du Climat, du Green Deal et du Développement durable au sein du gouvernement De Croo, qui associe socialistes, libéraux, écologistes et chrétiens démocrates.
En décembre 2022, elle est nommée négociatrice européenne à la COP 15 sur la biodiversité qui se déroule à Montréal.
Le 8 décembre 2023, elle est nommée négociatrice en chef européenne pour la transition juste lors de la COP 28.
En décembre 2023, à la surprise générale, Zakia Khattabi est annoncée tête de liste d'Écolo pour les élections régionales bruxelloises de juin 2024. Elle déclare viser la Présidence du gouvernement et favoriser les coalitions les plus progressistes.

## Décoration
- Commandeur de l'ordre de Léopold (2024)[15]